# Amblypsilopus capitatus
Amblypsilopus capitatus är en tvåvingeart som beskrevs av Yang 1997. Amblypsilopus capitatus ingår i släktet Amblypsilopus och familjen styltflugor. Inga underarter finns listade i Catalogue of Life.